# Distinguished Service Medal (USA)
Distinguished Service Medal är en militär förtjänstmedalj som delas ut av USA:s armédepartement.

## Bakgrund och syfte
Medaljen instiftades under första världskriget som en följd av att det då i USA:s armé inte fanns någon personlig förtjänstmedalj för högre ledarskap, annat än Medal of Honor. Medaljen tilldelas personer i USA:s armé for "osedvanligt förtjänstfull insats i ansvarsfull ställning". Parallellt med denna instiftades även Distinguished Service Cross för personligt hjältemod av lägre grad än Medal of Honor.
Ursprungstanken var att Distinguished Service Medal skulle vara en krigsdekoration, men medaljen har kommit att utdelas under fredstid. Den första medaljen tilldelades general John J. Pershing, befälhavare för American Expeditionary Force i Europa under första världskriget.
1960 instiftades Air Force Distinguished Service Medal för personal från USA:s flygvapen som fram till dess hade erhållit arméns medalj trots att flygvapnet hade avknoppades från armén 1947. 1970 instiftande USA:s president Richard Nixon en motsvarande medalj för försvarsgrensövergripande tjänstgöring, Defense Distinguished Service Medal.

## Utdelning
Medaljen utdelas i presidentens namn av arméministern. Vanligtvis ges Distinguished Service Medal till generaler inom armédepartementet, men kan även ges som avtackning till personer från andra försvarsgrenar efter tjänstgöring vid Joint Chiefs of Staff.
Medaljen kan även ges till militärer i allierade stater.